# Aşık
Aşık (türkisch, Plural: aşıklar; aserbaidschanisch aşıq, Plural: aşıqlari; armenisch աշուղ aschough), auch Aschik und Aschug (nach arabisch عاشق aschiq, DMG ʿāšiq ‚Liebender‘), ist in der Türkei, in Aserbaidschan, in der iranischen Region Aserbaidschan und in Armenien etwa seit dem 16. Jahrhundert die Bezeichnung für einen Geschichtenerzähler und Volksliedsänger, der sich auf einer Langhalslaute (saz) begleitet. Die epische Tradition geht bis in vorislamische Zeit zurück, als bei den Turkvölkern in Zentralasien ozan (türkisch, „Poet“) genannte fahrende Sänger ihre Lieder zur Laute komuz (kopuz) vortrugen. Die Texte der Volksdichtung ähneln sich im gesamten Gebiet und bestehen aus einem Silben zählenden Versmaß (hece vezni) mit acht- oder elfsilbigen Strophen. Die Melodien der traditionellen Sänger gehören meist zu einer freirhythmischen Gattung, die in der Türkei uzun hava genannt wird. Aşıklar singen auch Liebeslieder oder nehmen zu aktuellen sozialen Problemen Stellung. Weibliche aşıklar sind selten. Seit der staatlichen Förderung der volkstümlichen türkischen Musik ab den 1930er Jahren werden die Lieder der aşıklar als die typische türkische Nationaldichtung herausgestellt und heute überwiegend metrisch gebunden (kırık hava) oder in einer Mischform dargeboten. Die musikalische Bandbreite der Lieder weist über die vereinfachend als einheitlich angenommene „türkische Volksmusik“ hinaus.

## Herkunft und Verbreitung

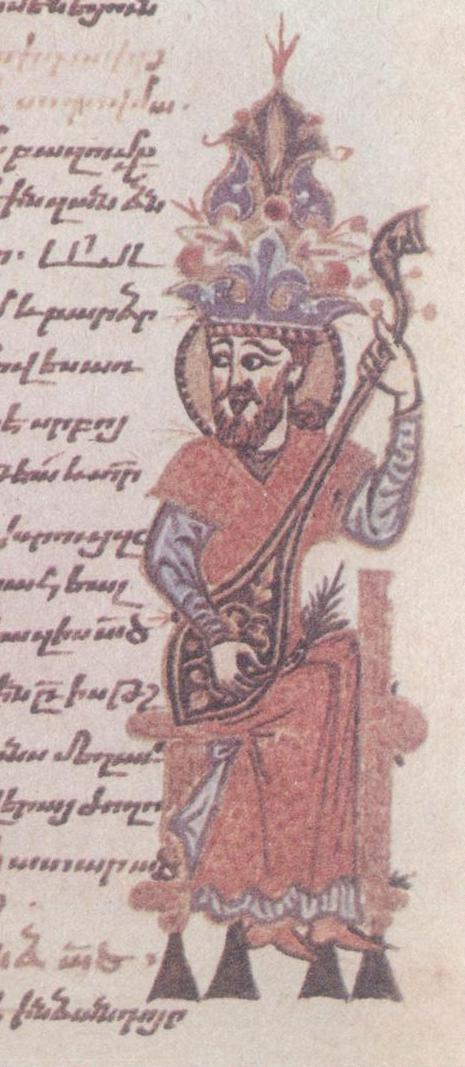
Ein armenischer gusan begleitet sich auf einer saz. Armenisches Manuskript im Matenadaran, 13. Jahrhundert

Das Wort ozan geht auf das alttürkische Verb oz zurück, das Mahmud al-Kāschgharī Ende des 11. Jahrhunderts in seinem Werk Diwān lughāt at-turk erwähnte. Um diese Zeit wurden auch Sänger, die an den Feldzügen der seldschukischen Armee teilnahmen, als ozan bezeichnet. Mit ihnen breitete sich die Liedtradition nach Westen aus. Die von Sibirien und Zentralasien bis nach Anatolien bestehende Tradition der epischen Sänger fußt im gesamten Gebiet auf im Grundsatz ähnlichen romantischen und heroischen Dichtungen von mythischen Helden. Die Grenzen zwischen Heldenepen und romantischen Erzählungen verschwimmen gelegentlich. Der schamanistische Ursprung dieser Gesangstraditionen bedingte eine besondere Stellung der Sänger in der Gesellschaft, ihnen wurden oftmals magische Fähigkeiten zugesprochen. Ozan wird teilweise gleichbedeutend mit aşık verwendet. Als Wortbestandteil kommt ozan in ozanlama („Sprichwörter“), ozannama („improvisiertes Lied“) oder ozancı („geschwätziger Mensch“) vor.
Bis zum 15. Jahrhundert besaß der ozan – später der aşık – die Rolle eines professionellen fahrenden Sängers und Traditionsvermittlers. Eine ähnliche Funktion in der kurdischen Musikkultur nimmt heute der dengbêj (kurdisch deng, „Stimme“, bêj „erzählen“) ein, mit dem Unterschied, dass der dengbêj seine Erzählungen in einem besonderen Gesangsstil ohne instrumentale Begleitung vorträgt. Sein kasachischer Kollege heißt jyrau (zhirau) und begleitet sich auf der zweisaitigen gestrichenen Schalenhalslaute kobys, während der kirgisische und turkmenische baxşi die gezupfte Langhalslaute dombra (dutar) spielt. Baxşi oder šāʿir wird er auch in Usbekistan genannt. Nach derselben Wortherkunft wie aşık nannten sich etwa seit dem 17. Jahrhundert die aschugi (auch sasandari) im Osten Georgiens und in Russland. Sie waren die Nachfolger der mittelalterlichen, den ozan vergleichbaren georgischen Barden mgosani, die bei den Armeniern bis etwa zum 16. Jahrhundert gusan hießen. Der letzte bedeutende aschugi in Georgien war Etim Gurji („Etim der Georgier“, 1865–1940). Die georgischen Epensänger, die nach historischen Tonaufnahmen von der Langhalslaute tari, der Kurzoboe duduki und dem kleinen Kesseltrommelpaar diplipito begleitet wurden, traten bis in die 1940er Jahre in Tiflis auf. Einige ihrer Kompositionen gehören noch heute zum Repertoire der Volks- und Kunstmusik. Der armenische gusan wurde erstmals in einer Quelle aus dem 5. Jahrhundert erwähnt. Er konnte Erzähler, Musiker, Sänger, Tänzer und Schauspieler sein und bot seine Künste häufig bei Hochzeiten und Begräbnissen an. Im 17./18. Jahrhundert geriet er gegenüber dem aschug in den Hintergrund, der armenische Versionen der persisch-türkischen Dichtung sang.
Im Norden Afghanistans gab es für den aşık die Beinamen madschnūn („verrückt“) und mast („betrunken“), mit denen umgangssprachlich allgemein professionelle Musiker bezeichnet wurden. In dieser weiteren Bedeutung wird aşık auch in der ostiranischen Region Chorasan verstanden.
Auf Arabisch hieß der mit magischen Kräften ausgestattete Erzähler und Sänger weltlicher Geschichten seit vorislamischer Zeit šāʿir (schair); seine Bedeutung als Hüter des Stammes entsprach derjenigen des Orakelpriesters kāhin. Vom Kirchenhistoriker Sozomenos um 450 n. Chr. ist die älteste Beschreibung des šāʿir erhalten. Im Mittelalter und bis zum Anfang des 20. Jahrhunderts war der šāʿir als Hofmusiker sowie Sprachrohr des Herrschers von Bedeutung. In Ägypten und unter den arabischen Beduinen begleitet sich der improvisierende Epen- und Volksliedsänger šāʿir bis heute mit der einsaitigen Spießgeige rabāba, im Sudan mit der Schalenleier kisir.

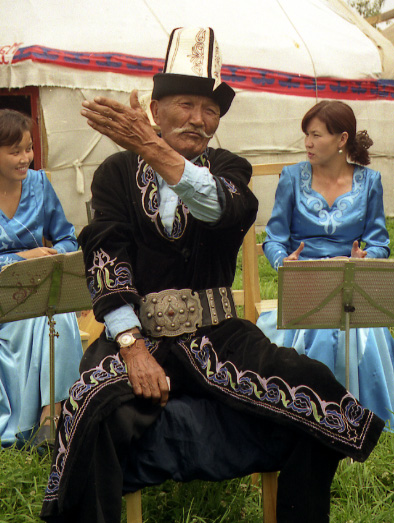
Kirgisischer Geschichtenerzähler manastschi

In Kirgisistan trägt der Volkssänger manastschi das alte Heldenepos Manas als einziger der Epensänger ohne instrumentale Begleitung vor. Das usbekische Nationalepos trägt den Namen seines Helden Alpamysch, im Altai-Gebirge heißt es Qaycı, in Kasachstan Zıraw. Das Epos der Burjaten und anderer Völker in Osttibet nennt sich Gesar (Gasar), dasjenige der Kalmücken Schangir. Der mythische Held Gesar befreit mit List seine Gemahlin aus der Gefangenschaft beim bösen König der Hor. Vorher verwandelt er sich in einen Epensänger, der zugleich Wahrsager, Gaukler und Tänzer ist, sowie später in einen Schmiedegehilfen. Dem Schmied werden allgemein außergewöhnliche Fähigkeiten zugesprochen. Die Beziehung zum Schamanen wird deutlich, weil Gesar das magische dreibeinige Pferd der Hor besitzt. Es erinnert an die Pferdekopfgeige morin khuur, das Instrument des mongolischen Sängers, mit welchem der Schamane die Himmelsreise antritt.
Eines der frühesten schriftlich erwähnten Epen ist das Oğuz-nāma der Oghusen. Es geht auf vorislamische Legenden zurück, als die Oghusen, ein früher türkischer Stammesverband, vom 8. bis 9. Jahrhundert im Becken des Syrdarja im heutigen Kasachstan siedelten. Von hier zogen die Oghusen weiter nach Westen. Ein Teil von ihnen gründete im 11. Jahrhundert im Iran das Seldschukenreich und in Anatolien das Sultanat der Rum-Seldschuken. Ozan-Sänger überlieferten mündlich die Geschichten des eponymen Heros Oğuz. Die älteste schriftliche Fassung ist von dem persischen Historiker Raschīd ad-Dīn (1248–1318) in seinem Gesamtwerk Dschami' at-tawarich („Universalgeschichte“) überliefert. Darin wird der mythische Ursprung bis auf Adam zurückgeführt. Es enthält die kosmogonischen Mythen um den Helden Oğuz und die historische Entwicklung bis zu den Eroberungen der Seldschuken. Die vorislamischen Geschichten um den vom Himmel gekommenen Oğuz wurden durch Verse aus dem Koran und aus dem Schāhnāme ergänzt.
In Zentralasien entstanden zwischen dem 15. und 19. Jahrhundert viele weitere Oğuz-nāmas, in denen gelegentlich der Held sein Volk zum Islam bekehrt. Sie gehören zu der weit verbreiteten epischen oder lyrischen Erzähltradition, die als dastan (destān, zhir) bekannt ist. Einige populäre Kurzgeschichten (türkisch hikâye) aus diesem Fundus sind als Aşık Garip bekannt. Ein anderer türkischer Verszyklus behandelt die väterliche Figur des Dede Korkut, dessen Vorbild der Oğuz ist. Die Heldensagen wurden vermutlich im 15. Jahrhundert im Kaukasus niedergeschrieben. Es geht in ihnen um die Kämpfe der Oghusen gegen böse Christen. Wie im Oğuz-nāma wird die Wanderung der Oghusen von Zentralasien nach Westen geschildert. Aserbaidschaner und Türken schätzen die Geschichten als Teil ihrer nationalen Kultur und als Quelle für die Kenntnis ihrer Herkunft. Zum Abschluss der geschilderten Abenteuer der adligen Gesellschaften tritt jedes Mal der Held Dede Korkut auf und sorgt kopuz-spielend mit seinem Gesang für Erheiterung. Die Figur in den Geschichten ist zugleich Sänger und Schamane, der die typischen Eigenschaften eines ozan verkörpert. Er kennt die Vergangenheit, kann für die Zukunft weissagen, wirkt als Heiler und Ratgeber in allen Lebenslagen und ist bei Hochzeiten präsent. Es gibt Geschichten, wie er mit Hilfe von jenseitigen Mächten im Wald aus einem Holz erstmals die Laute kopuz baute, die zusammen mit der nomadischen Lebensweise nach Westasien kam und als Vorläufer der saz angesehen wird. Die Verbindung zweier Welten ist ein typisch schamanisches Element, zugleich stellt der Held für die heutigen muslimischen Geschichtenerzähler eine Verbindung zu vorislamischen Jenseitsvorstellungen dar.
Für weibliche aşıqlari in Aserbaidschan steht Dede Korkut heute in hohem Ansehen, weil die Geschichten um ihn von einer alten nomadischen Welt handeln, in der Frauen einen hohen gesellschaftlichen Status besaßen. Die früher einflussreichen männlichen jyrau in Kasachstan, die sich auf der Streichlaute kobys begleiteten, haben den politischen Druck während der Sowjetherrschaft nicht überlebt; kobys-spielende Frauen praktizieren dagegen weiterhin als Schamaninnen. Frauen stehen in Zentralasien der schamanischen Tradition besonders nahe; als den aşık vergleichbare epische Sängerinnen sind sie außer in Kasachstan noch in Kirgisistan, Usbekistan, Tadschikistan und im sibirischen Jakutien tätig.
Der Übergang des überwiegend der schamanischen Vorstellungswelt verhafteten ozan zum sich dem Islam angehörig fühlenden aşık fand maßgeblich unter dem Einfluss sufischer Strömungen statt. Für eine gewisse Zeit waren wohl beide als reisende Berufssänger unterwegs. Ab Ende des 15. oder Anfang des 16. Jahrhunderts wurde der aserbaidschanische und anatolische Sänger und saz-Spieler aşık genannt. Die Islamisierung wird in den verschiedenen neuen Erzählformen deutlich. Nach dem heroischen Kampf und den Abenteuern von Oğuz und Dede Korkut entwickelte sich der mehr romantische und lyrische Stil des Qurbanı dastan, in dem es um Liebe und Sehnsucht nach dem Geliebten sowie um Fragen nach dem religiösen Wissen des Islam geht. Die mystische Poesie von Dichtern wie Ahmed Yesevi (um 1100–1166) und Yunus Emre (um 1240 – um 1321) dürfte einen Einfluss auf die Entwicklung des neuen Stils gehabt haben. Die in unterschiedlichen Fassungen verbreitete orientalische Liebesgeschichte Madschnūn Lailā gehört auch zum Repertoire aserbaidschanischer Barden. Im gesamten Kaukasusgebiet ist die tragische Liebesgeschichte von Kerem und Asli (aserbaidschanisch Asli vä Karam, türkisch Kerem ile Aslı) aus dem 16. Jahrhundert berühmt. Aşıq Qərib ist ein romantisches Märchen über einen Epensänger, das 1837 erstmals aufgeschrieben wurde.
Der Begründer der iranischen Safawiden-Dynastie, Schah Ismail I. (1487–1524) soll an seinem Hof stets von Sängern umgeben gewesen sein. Der Herrscher verfasste selbst mystische Gedichte in aserbaidschanischer Sprache im üblichen Versmaß von acht oder elf Silben je Strophe. Die meisten seiner Gedichte sind gemäß der schiitischen Tradition Huldigungen an Imam Ali.
In den osmanischen Städten, besonders in Istanbul, gab es ab dem 16. Jahrhundert Kaffeehäuser, in denen mehr geraucht als Kaffee getrunken wurde und in denen aşık auftraten. Sie trugen häufig Verse und Lieder im Duett vor. In den Kaffeehäusern der aşık wurden nur Saiteninstrumente zur Begleitung gespielt. Andere Kaffeehäuser hießen Semai, nach einer Gesangsform, die von der religiösen Musik der Sufis (Mevlana) abgeleitet war. Die semai-Sänger spielten außer Saiteninstrumenten auch andere Melodieinstrumente sowie für die rhythmische Begleitung Trommeln und zilli maşa.

## Musikalische Form
Der Begriff „Aşık-Musik“ (aşık havası) steht für ein unterschiedliches Repertoire von melodisch-rezitierenden Volksliedern, bei denen es vorrangig auf die Poesie ankommt und deren Melodien früher meist den freirhythmischen uzun hava-Formen angehörten. Nach den Inhalten lassen sie sich bestimmten Genres zuordnen wie Liebeslieder (bozlak), Hochzeitslieder (dügün türküsü) oder Elegien (Totenklagen, ağıt). Den größeren Anteil an den aşık-Stücken haben heute die metrisch gebundenen Tanzlieder kırık hava („zerbrochene Melodie“) oder eine kreative Mischung aus beiden Formen. Die Namen der Dichter sind meist bekannt, da in der letzten Strophe üblicherweise ihr Name auftaucht. Im Unterschied dazu sind die meisten anderen türkischen Volkslieder (türkü) anonym. Türkü, genauer halk türküsü („Volks-Lied“) meint entweder allgemein Volkslieder der Türken im Unterschied zum klassischen osmanischen Kunstlied (şarkı, „orientalisch“) oder eine bestimmte Gedichtform.
Im Unterschied zu den Liedtexten, die seit Jahrhunderten nicht nur mündlich, sondern auch schriftlich überliefert wurden, gibt es aus der Vergangenheit kaum notierte Melodien zur Volksmusik. Aus der Mitte des 17. Jahrhunderts stammt die älteste Notation von aşık-Liedern. Sie ist in der Sammlung des polnischen Komponisten Ali Ufkî (geb. als Albert Wojciech Bobowski, um 1610–1675), Mecmuâ i Sâz ü Söz („Sammlung von Musik und Tanz“), in Form von Kernmelodien enthalten, die vom Musiker ausgeschmückt werden mussten. Die Kernmelodien (makam, Pl. makamlar, nicht identisch mit dem gleichnamigen makam, dem Modus der arabisch-türkischen Kunstmusik) bestehen aus bestimmten, sich ständig wiederholenden Tonfolgen. Mecmuâ i Sâz ü Söz war bis ins 20. Jahrhundert auch die einzige bekannte Notation türkischer Volksmusik. Wojciech Bobowski war in seiner Jugend als Sklave an den Sultanshof gebracht worden. Dort nannte er sich Ali Ufkî und arbeitete als Musiklehrer und Komponist im klassisch-osmanischen Stil. Er schrieb überwiegend Kunstmusik und daneben einige aşık-Lieder in Melodie und Text auf. In den Liedern ging es nach seiner Zusammenfassung um Krieg, Siege, Liebesleid und die Entfernung vom Vaterland.
Die gängige Vorstellung, dass die Volksliedmelodien aus alter Zeit stammen und praktisch unverfälscht überliefert worden seien, beruht auf der Annahme, dass die aşıklar als besonnene Bewahrer der Tradition über einen Fundus an durchgearbeiteten Kompositionen verfügen würden. Demgegenüber geht aus den Aufzeichnungen von Ufkî hervor, dass jeder Sänger bestimmte melodische Kernelemente zur Verfügung hat, die er wie musikalische Bausteine zusammensetzt. In der türkischen und persischen Volksmusik heißen solche Basismelodien makam; der Begriff entspricht nicht dem Modus (makam) der orientalischen Kunstmusik. Der Musikethnologe Josef Kuckertz verwendete für diesen Schaffensprozess während der Aufführung, der sich zwischen Improvisation und werkgetreuer Wiedergabe bewegt, den Begriff componere (latein, „zusammensetzen“). Bis heute arbeiten aşıklar nach diesem Konzept. Für die türkische Musik und besonders für die aşık-Melodien ist eine langsame Melodiebewegung in Sekundenschritten charakteristisch, größere Intervallsprünge werden durch ornamentierende Phrasen vorher abgeschwächt.

## Traditionelles Berufsbild

Pir Sultan Abdal, alevitischer Dichter aus dem 16. Jahrhundert. Unbekannter Maler.

Die Funktion des professionellen Sängers wandelte sich vom Heiler und Schamanen in der islamischen Gesellschaft zu der einer gelehrten Autorität, die einem Sufi-Scheich vergleichbar war. Bis heute gelten die aşıklar als Träger des kulturellen Gedächtnisses und haben, wenn nicht ein religiöses, so zumindest ein moralisches Gewicht. Neben den Sängern der traditionellen Epen (dastan) gibt es andere, die überwiegend leichte lyrische Stücke vortragen. Das aus dem Arabischen stammende Wort aşık meint „Liebender“ meist im mystischen Sinn und bezieht sich auf Lieder der religiösen Verehrung Allahs und Alis.
Der traditionelle aşık zieht als Berufsmusiker umher, trägt überwiegend eigene Gedichte vor und begleitet sich selbst auf der mittelgroßen Laute bağlama. Manche spielen die größeren Lauten meydan sazı oder divan sazı. Besonders im unterentwickelten Osten der Türkei stellten die wandernden Sänger bis in die erste Hälfte des 20. Jahrhunderts vor der Einführung öffentlicher Rundfunkübertragungen eine wichtige Informationsquelle für Nachrichten aus anderen Gegenden dar. Hinzu kommen halbprofessionelle Sänger, die nur gelegentlich auftreten und ihre Texte wörtlich von hauptberuflichen aşık übernehmen. Es gibt keine formale Ausbildung für die professionellen Sänger; als „aşık“ gilt, wer vom Publikum so angesprochen wird oder sich selbst ohne Widerspruch so bezeichnen kann. Das Wort „Aşık“ wird dann in der Regel zum Bestandteil des Namens.

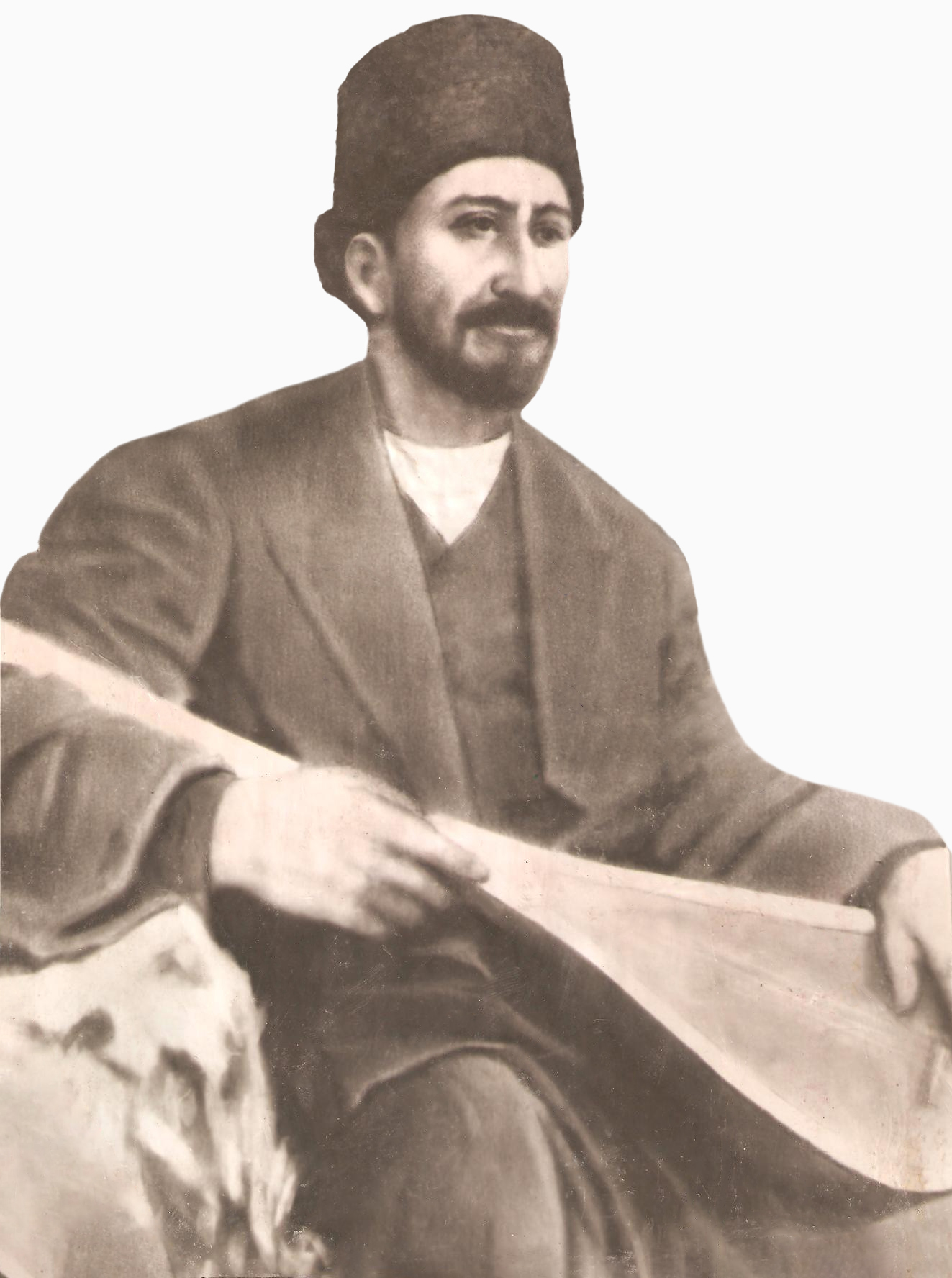
Aşık Alasgar (1821–1926) aus Aserbaidschan

Einige Sänger tragen weltliche Liebeslieder vor, andere epische Gedichte oder religiöse Lieder (ilāhī). Die Sänger der religiösen Lieder gehören nicht zur sunnitischen Mehrheit, sondern zum Sufiorden der Bektaschi oder am häufigsten zu den Aleviten. Der bereits genannte mystische Dichter-Sänger Yunus Emre (um 1240 – um 1321) wird von Bektaschi und Aleviten verehrt. Pir Sultan Abdal (1480–1550) gilt als alevitischer Freiheitskämpfer gegen die osmanische Herrschaft. Ein großer Teil der zentralanatolischen aşıklar sind Aleviten, von ihnen sind wiederum viele zugleich Priester (dede) und leiten die Kulthandlungen. Bei den alevitischen dede hat sich die alte Tradition vom Sänger und religiösen Führer in einer Person erhalten. Traditionell treffen sich alevitische Sänger im islamischen Monat Muharram im irakischen Kerbela zum Gedenken an den Tod von Imam Husain. Dort veranstalten die Musiker Sängerwettstreite, bei denen sie sich mit improvisierten Texten gegenseitig ansingen. Auf Türkisch heißt diese Übung, die früher am Schwarzen Meer mit weltlichen Liedern praktiziert wurde, atma türküsü („Liedwerfen“).
Bekannte Repräsentanten der Tradition sind der mythische aşık und Volksheld Köroğlu; Aşık Gurbani (16. Jahrhundert); Aşık Abbas Tufarganlu (17. Jahrhundert) aus dem aserbaidschanischen Ort Tufargan; Karacaoğlan (um 1606 – um 1680) aus der südtürkischen Provinz Mersin; Aşık Ömer (um 1651 – um 1707); Kul Himmet Ustadım im 18. Jahrhundert nahe Divriği; der Armenier Sajat Nova (1712–1795); der von nomadischen Afschar abstammende Volksdichter Dadaloğlu (um 1785 – um 1868); der in Bolu geborene Dertli (1772–1846); der Aserbaidschaner Aşık Alasgar (Elesker, 1821–1926); dessen Sohn Aşık Talibi (Asyg Talyb, 1877–1979) und Aşık Şenlik (1850–1913) aus Çıldır im äußersten Nordosten der Türkei.

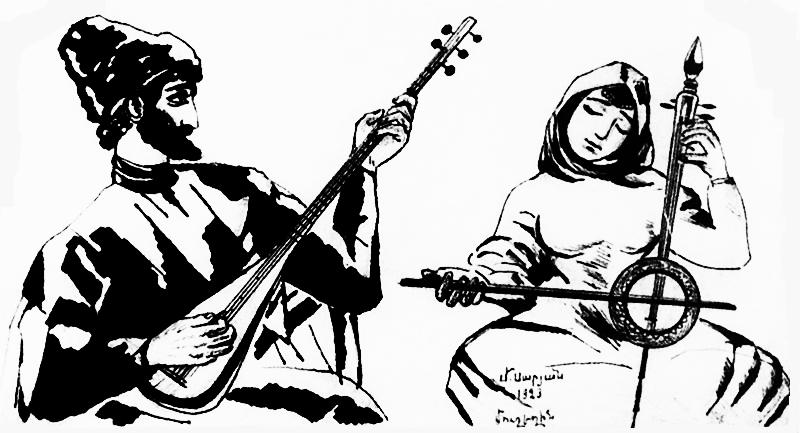
Sayat Nova spielt saz, begleitet von der Spießgeige kamança. Zeichnung von 1923

Die volkstümlichen aserbaidschanischen Sänger sind besonders im Süden des Landes aktiv, im Norden und in der Gebirgskette Bergkarabach im Westen ist der klassische Gesang des Mugham stärker verbreitet. Die beiden hauptsächlichen Musikstile in Aserbaidschan unterscheiden sich auch nach dem sozialen Umfeld. Der aşyg gehört meist zur ländlichen provinziellen Kultur, der Mugham-Sänger eher zum städtischen Bildungsbürgertum. Beide Sänger treten gleichermaßen bei Hochzeiten (toj) auf, ihre musikalischen Formen haben viele Gemeinsamkeiten: Der Tonumfang des Anfangsmodus beschränkt sich auf einen Pentachord, die Melodietypen (allgemein aşyg havasi) sind an ihren einfachen Tonfolgen leicht erkennbar und der Rhythmus besteht aus einem 4/4, 4/6 oder 4/8-Takt. Die in der Volksmusik verwendeten Modi sind meist aus dem Mugham übernommen. Ebenso typisch für beide Stile sind die Gesangstechniken, besonders das Schleifen der Stimme, und die Besetzung der Ensembles, die aus drei bis vier Musikern bestehen. Es gibt klassische Kompositionen, die ihren Ursprung im aşyg-Gesang haben, umgekehrt können beim Vortrag der einfachen Volkslieder (täsnif) Abschnitte mit Mugham eingefügt werden. Aserbaidschanische Volkssänger tragen ebenso wie Mugham-Sänger die Tanzmelodien reng und diringi vor, die ähnlich auch in der iranischen Musik bekannt sind.
Die beliebteste Gedichtform heißt gosma (qoşma) und besteht aus vier Verszeilen mit je elf Silben. Varianten sind bajati (bayatı) und muchämmäs. Neben speziellen Volksliedgattungen wird auch das orientalische gazal gesungen. Das Repertoire eines Sängers umfasst etwa 30 Melodien (hava), mit denen er die verschiedenen Gedichte vorträgt. Insgesamt sind etwa 100 (bis 150) zu den klassischen dastan gezählte Kompositionen bekannt. Der aşyg begleitet sich normalerweise nur auf der saz. Bei Hochzeiten und anderen Festen im Freien lässt er sich durch die Kegeloboe zurna und/oder die Kurzoboe balaban (ähnlich der türkischen mey) sowie durch die kleine zweifellige Röhrentrommel nağara (türkisch koltuk davulu) verstärken.
In Aserbaidschan umfasst das Repertoire der aşıqlari neben den Kompositionen annähernd 2000 Gedichte in unterschiedlichen Formen. 
Bis zur Islamischen Revolution 1979 traten in der iranischen Provinz Aserbaidschan aşıqlari regelmäßig solo in den Kaffeehäusern der Städte auf. In Täbris musizierten sie zusammen mit zwei Musikern, die balaban und gaval (entspricht der Rahmentrommel daf) spielten.
Die meisten aşık sind Männer, nur gelegentlich werden Frauen als aşık anerkannt. Eine Ausnahme ist Fatma Oflaz (1894–1980), die unter dem Namen „Derdiment“ im zentralanatolischen Landkreis Kangal lebte. Sie war Analphabetin und trug ihre Dichtungen aus dem Gedächtnis vor. In Aserbaidschan sind professionelle Sängerinnen, die sich auf einer Langhalslaute begleiten, seit dem 18. Jahrhundert bekannt. Aşık Zernigar aus Derbent im 18. und Aşık Zulehxa im 19. Jahrhundert sind wegen ihrer außergewöhnlichen Begabungen überliefert. Die meisten Frauen im 19. Jahrhundert musizierten bei Hochzeiten und anderen Familienfeiern zusammen mit ihren Ehemännern, die ebenfalls aşık waren. Aşık Besti (um 1840–1936) gehörte zu einer Qurbani genannten Gruppe von Musikern um Aşık Alasgar, die regelmäßig zusammen auftraten. Im Unterschied zu anderen islamischen Ländern praktizieren die weiblichen aşık in Aserbaidschan bis heute keine spezielle Frauenmusik in einem abgetrennten Bereich, sondern spielen in derselben musikalischen Tradition wie die Männer vor gemischtem Publikum.

## Heutige Spielpraxis

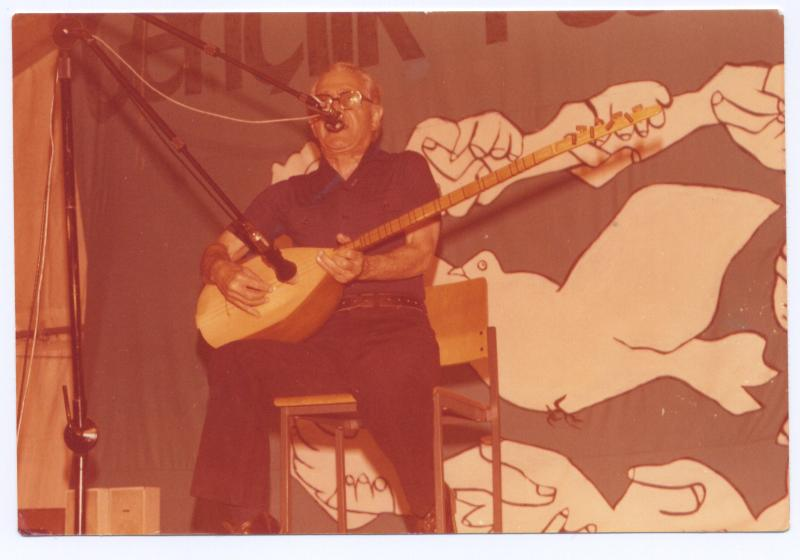
Der Opernsänger Ruhi Su (1912–1985) beeinflusste die Entstehung einer städtischen türkischen Volksmusik

Im Osmanischen Reich war die klassische Hofmusik (klasik Türk müziği) der gebildeten Elite eng mit der arabischen und persischen Musik verbunden. Die Fachbegriffe zur Musik waren arabisch oder persisch. Die anatolische, in einfachem Türkisch gesungene Volksmusik wurde von den höheren osmanischen Gesellschaftsschichten als bäuerlich-primitiv missachtet. Mit der nationalistischen Bewegung am Ende des 19. Jahrhunderts entstand demgegenüber der Wunsch, anstelle der osmanischen Musik, die nun als fremdländisch eingeschätzt wurde, eine eigene türkische Musikkultur zu schaffen, die auf der anatolischen Volksmusik basieren sollte. Damit einher gingen die Bemühungen – parallel zum erfundenen Herkunftsmythos vom einheitlichen türkischen Volk – die Volksmusik als eine zusammengehörende Gattung mit ausschließlich zentralasiatischen Wurzeln zu klassifizieren.
Ab 1915 begannen Musiker aus Istanbul, die bislang unbeachteten Volkslieder Anatoliens zu sammeln. Nach der Gründung der Türkischen Republik 1923 durch Atatürk verstärkte sich die musikethnologische Erforschung der Volksmusik und die Suche nach ihrer zentralasiatischen Herkunft. In der Volksmusik mussten pentatonische Tonskalen aufgespürt werden, weil diese zu den allgemeinen Urformen der Melodiebildung gehören. In diesem Zusammenhang beteiligte sich auch der ungarische Komponist und Volksliedforscher Béla Bartók zusammen mit mehreren türkischen Komponisten 1936 an der Suche nach der „ursprünglichen“ türkischen Musik. Ein Jahr später wurde in Ankara ein staatliches Volksmusikarchiv eingerichtet, wohin sich von Istanbul aus der Schwerpunkt der Volksmusikforschung verlagerte. Das Sammeln von Volksmusik in den Dörfern entwickelte sich in den folgenden Jahrzehnten zu einer angesehenen und institutionell geförderten Tätigkeit türkischer Musiker.
Die zentral- und ostanatolischen aşıklar gerieten ins Zentrum der Aufmerksamkeit, weil ihre einfachen Melodien und altehrwürdigen Verse nun als nationales türkisches Kulturgut eingestuft wurden, das es möglichst „authentisch“ (otantik) zu bewahren galt. 1939 wurde in Ankara ein überregionaler Rundfunksender in Betrieb genommen, der den aşıklar und anderen Volksmusikern erstmals zu einer nahezu landesweiten Verbreitung ihrer Lieder verhalf. Die musikalische Begleitung der Sänger war bis dahin zweitrangig und erfolgte technisch einfach, die Aufmerksamkeit richtete sich vorrangig auf ihre Dichtungen.
Das neue gesellschaftliche Umfeld brachte für die Volksmusik mehrere Veränderungen: Die aşıklar steigerten durch die Konkurrenz seit den 1960er Jahren ihre instrumentalen Fähigkeiten und die bisher regional und in jeder Situation unterschiedlichen Vortragsweisen glichen sich einander an. Bei der Langhalslaute bağlama war früher die Größe und die Zahl der Bünde in jeder Region anders, nun wurde beides ebenso wie die Saitenstimmungen einheitlich festgelegt. Zum Standard gehören heute die Stimmungen kara düzen (auch bozuk düzen, La–Re–Sol) und bağlama düzeni (auch aşık düzeni, La–Re–Mi). Die bağlama stieg von ihrer ausschließlich begleitenden Funktion zu einem solo gespielten Melodieinstrument auf. Früher nur regional bekannte Sänger erreichten ab den 1930er Jahren neben dem Rundfunk durch Festivals und Volkshäuser (halk evleri), in denen sie auf einer Konzertbühne auftraten, ein breites Publikum. Die teilweise auf schlecht gestimmten Instrumenten auf Dorffesten vorgetragenen Lieder wurden zu einem Musikstil im Rang zwischen Volks- und Kunstmusik erhoben. Bereits 1947 wurde am öffentlich-rechtlichen Rundfunk (TRT) in Ankara ein eigener Chor für Volksmusik gegründet, seit Mitte der 1970er Jahre werden an staatlichen Musikschulen eigene Studiengänge für Volkstanz und Volksmusik angeboten. Der neue Volksmusikstil in den Städten kommt mit einem gemischten Chor, einem großen Orchester, das vom Blatt spielt und mit einem Dirigenten daher. Einen maßgeblichen Einfluss für die Entwicklung der Volksmusik zu einer Kunstform hatte der in europäischem Operngesang ausgebildete Ruhi Su (1912–1985). Aus politischen Gründen kam er 1952 für fünf Jahre ins Gefängnis. Anschließend sang er mit seiner kräftigen, aber weichen Opernstimme Volkslieder, bei denen er sich mit einfachen klaren Melodieformen auf der bağlama begleitete. Er wurde wegen seines Gesangsstils berühmt, der sich sowohl von den rauen unausgebildeten, stellenweise nur rezitativen Stimmen der dörflichen Sänger, als auch von den musikalisch überladenen Bearbeitungen der städtischen Orchester abhob.
Zu den politischen Veränderungen nach 1923 gehörte, dass die Unterdrückung der Aleviten aufgehoben wurde. Sie mussten ihre Rituale und religiösen Gesänge nicht mehr im Verborgenen praktizieren.

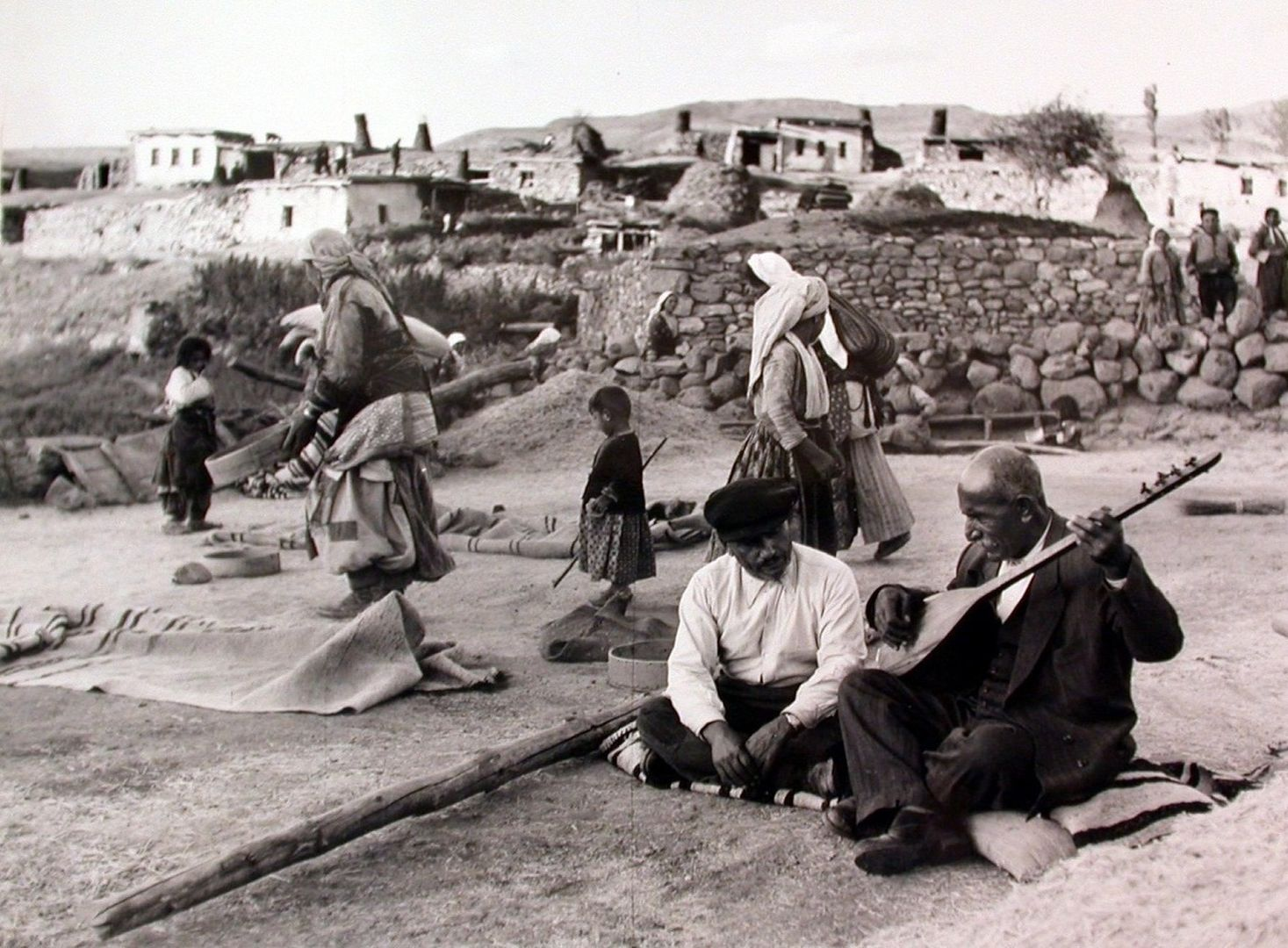
Aşık Veysel, 1948

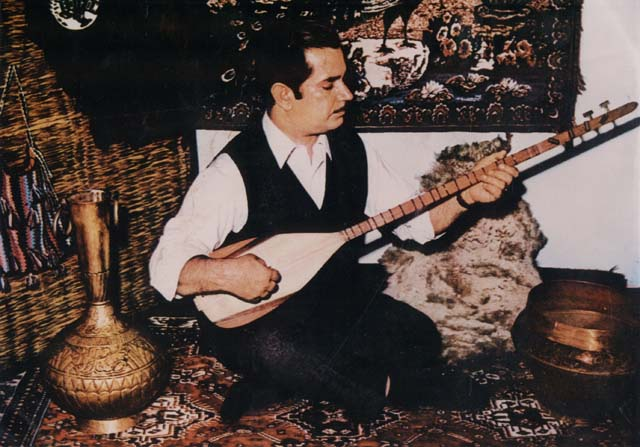
Aşık Daimi (İsmail Aydın)

Die bekanntesten aşık-Sänger in der Mitte des 20. Jahrhunderts waren Aşık Veysel (1894–1973), Sabit Müdami (1914–1968), Davut Suları (1924–1984/5), Feyzullah Çinar (1937–1983), Aşık Daimi (1932–1983), Musa Eroğlu (* 1946), Muhlis Akarsu (* 1948, er starb 1993 beim Brandanschlag von Sivas auf ein alevitisches Kulturfestival zu Ehren von Pir Sultan Abdal) und in Aserbaidschan Adalet Nasibov. Die Herausbildung einer „kurdischen Volksmusik“ im Lauf des 20. Jahrhunderts folgte etwas zeitversetzt, aber aus ähnlichen Motiven wie bei der Suche nach einer eigenen türkischen Musik; nur nicht mit Unterstützung, sondern in Gegnerschaft zur staatlichen Politik. Der größte Teil der heutigen bekannten populären Sänger aus der Türkei sind Kurden. Viele von ihnen werden den Zaza zugerechnet, die sich selbst trotz unterschiedlicher Sprache als Kurden betrachten. Yavuz Top († 1950), Aşık Daimi, Davut Suları, Ali Ekber Çiçek (1935–2006), Muhlis Akarsu, Arif Sağ (* 1945), Rahmi Saltuk (* 1945) und Süleyman Yildiz sind Aleviten und gelten als Zaza. Einen besonderen „alevitischen Musikstil“ prägte in den 1980er Jahren die Gruppe Muhabbet. Sie wurde von einigen der bekanntesten bağlama-Spieler gegründet, die Lieder der alten aşık-Tradition sangen. Zur Weiterentwicklung eines virtuosen neuen Instrumentalstils trugen ab den 1990er Jahren Arif Sağ und Erdal Erzincan (* 1971) bei, als sie in der Türkei die selpe-Technik entwickelten, bei der die Finger der rechten Hand ohne Plektrum die Saiten zupfen.
Seit den 1960er Jahren kamen mit den türkischen „Gastarbeitern“ auch einige aşık nach Deutschland, wo sie in ihren Texten das Thema der Migration und das türkische Leben in der Diaspora aufgriffen. Bis in die 1980er Jahre gab es einige Konzerte in Deutschland, bei denen aşık auftraten. Ein Jahrzehnt später ging das Interesse an der aşık-Musik sowohl in der Türkei als auch in Europa zurück. Es gibt heute politische Liedermacher aus linken und rechten Gruppierungen, die sich auf die Tradition der aşık berufen und Lieder von Pir Sultan Abdal oder Aşık Veysel vortragen.
In Deutschland wurde in den 1970er Jahren Şivan Perwer (* 1955) mit kurdisch-politischen Liedern bekannt. Nizamettin Ariç (* 1956, lebt in Berlin) veröffentlichte in seinen Kurdish Ballads traditionelle und politische Lieder über Kurdistan, in denen er den Gesangsstil der dengbêj mit Volksmusikinstrumenten und Elementen der westlichen Kammermusik verband. Die alevitische blinde Sängerin Şah Turna (* 1950 im Landkreis Gürün) versteht sich als politische Sängerin. Wegen ihrer politischen Lieder wurde sie ab 1972 mehrfach inhaftiert und verbrachte insgesamt vier Jahre im Gefängnis, bevor sie Ende der 1970er Jahre nach Deutschland kam.
Türkisch-nationalistische Musiker wie Ozan Arif (1949–2019) bezeichnen sich ungern als aşık, sondern als ozan, weil sie nicht mit den Aleviten verwechselt werden möchten und um sich mit den zentralasiatischen Epensängern in eine Traditionslinie zu setzen.
Nach dem Militärputsch am 12. September 1980 verließen viele linksgerichtete Musiker das Land und flohen nach Europa. Linke politische Sänger nannten ihre Mischung aus aşık-Liedern und westlicher Popmusik, seit sie ab Mitte der 1980er Jahre auch wieder in der Türkei auftreten durften, özgün müzik („eigenwüchsige Musik“). Eine frühere Bezeichnung für diesen Stil war der in den späten 1960er Jahren entstandene Anadolu pop. Ende der 1980er Jahre nahm die zwischenzeitlich kommerziell erfolgreich gewordene özgün müzik Stilelemente der Arabesk müzik auf, deren Erfindung in den 1960er Jahren Orhan Gencebay (* 1944) zugeschrieben wird. Die arabesk-Version eines Liedes von Mahzuni Şerif (1940–2002) wurde ein landesweiter Hit. Besonders bei kurdischen Nationalisten ist die özgün müzik der kurdischen Sänger Ali Asker (* 1954 in Tunceli, floh 1981 aus der Türkei, lebt in Frankreich) und Ahmet Kaya (1957–2000) beliebt.
2009 wurde die traditionelle Kunst der aserbaidschanischen aşıqlari und im selben Jahr auch die Gesangstradition der türkischen aşıklar in die UNESCO-Liste des immateriellen Kulturerbes der Menschheit aufgenommen.